# Romulán hajók
Ezeket a hajókat a fikcionális Star Trek univerzum egyik állama, a Romulán Csillagbirodalom építette és üzemelteti.

## A romulán hajóépítés története
Az első romulán űrhajók valójában még vulkániak voltak. Miután a vulkániak legyőzték az Orion rendszerből érkezett idegeneket, S'Task és követői elfoglaltak néhány ilyen hajót. A Surakkal kirobbant viták következtében S'Task csoportja óriási telepes hajókat épített, amikkel végül elhagyták a Vulkánt. Ezekkel a hajókkal később megérkeztek a Ch'Rhan és Ch'Vron bolygókhoz, s letelepedtek, majd a hajókat a századok múlásával lebontották. A romulán hajóépítés akkor született újjá, amikor 2127-ben egy földi kutató-hajó eljutott a romulánok naprendszerébe, s felfedezte az ikerbolygókat. Megpróbáltak kapcsolatba lépni a romulánokkal, de azok nem válaszoltak a hívásra, ezért a földi hajó tovább indult. A romulánok, attól való félelmükben, hogy újra egy olyan nép támad rájuk, amely le akarja igázni őket, heves technológiai fejlesztésekbe kezdtek. Így amikor 2134-ben egy újabb földi hajó érkezett, már több mint 7000, apró, törékeny, egy személyes kis vadászgép fogadta. A túlerő győzött, és a földi hajót megsemmisítették, de a segélyhívására érkező másik hajót csupán elfoglalták, majd a Romuluson szétszedték. A romulánok gyorsan megtanulták a térhajtómű technológia alkalmazását. Mikor eléggé erős flottát hoztak létre terjeszkedni kezdtek, ám rövidesen összeütközésbe kerültek a szintén kolonizáló Földdel.
A támadó szellemű romulánok először figyelmeztették Archer kapitányt, hogy a földiek ne hatoljanak be a romulánok területére, de mivel semmit sem sikerült többet megtudni róluk, figyelmeztetésük feledésbe merült. Végül a romulánok 2157-ben háborút indítottak a Föld ellen. E háború eredménye lett a Bolygók Egyesült Föderációja, és a Föderációs-Romulán Semleges Zóna létrehozása 2161-ben. A háborúban a romulánok már egy, a kor viszonyaihoz képest igen fejlett, optikai álcázó-berendezéssel is rendelkező hajótípust használtak. Hagyományos romulán elnevezése nem ismert, a föderációs terminológiák Korai Ragadozómadárként hivatkoznak rá. Ez a hajó típus, fejlett diszruptoraival, energiapajzsával és kezdetleges álcázóberendezésével elsöprő fölényben volt a földi hajókkal szemben, egészen a Daedalus-osztályú csatahajók hadrendbe állásáig.
A háborút lezáró békeszerződés után a romulán hajótervezés és építés teljesen zsákutcába jutott. Egyszerűen képtelenek voltak olyan szintű hajótípust kifejleszteni, ami a folyamatosan fejlődő Föderációs fejlesztésekkel lépést tudott volna tartani. Ekkor kerültek képbe a klingonok. A pontos dátumot nem ismerjük, de valamikor a 2200-as évek első felében történhetett, hogy a romulánok, a klingonok erős, és akkoriban modernnek számító D7-es csatacirkálóit "megvásárolták" az álcázótechnológiáért cserébe. Ez egy jó üzlet volt, de a Föderáció ellen indított háború végül mégis vereséggel végződött, így a megmaradt D7-esek ezután már csak megfélemlítési eszközök voltak a Föderációval szemben, míg az ismeretlen űr meghódításánál igen hatékonyan szolgálták a romulán érdekeket.
Az első, galaxis léptékekben is jelentős hajó-fejlesztése a romulánoknak, a 2345-től gyártott, s 2365-ben "bemutatott" D'deridex-osztályú csatahajótípus volt, melyet gyakran neveznek Harcimadárnak is. A hajó olyannyira jól sikerült, hogy még a Föderáció is óvatosan kezelte az ezzel a típussal való találkozást, a már akkor szolgálatba állított Galaxy osztály ellenére is. Mint később kiderült, a Harcimadár erejétől való félelem nem volt annyira megalapozott, ellenben a jelentős számbeli fölény (több száz harcimadár – 6 db Galaxy osztályú hajó ellen, 2365-ben) sokkal inkább okot adott volna a félelemre, de erről akkoriban a Föderációnak még csak sejtése sem volt, ahogy a romulánoknak sem a Galaxy-k alacsony számáról.
A D'deridex osztály hosszú ideig a romulán flotta gerincét alkotta, ám az idő végül eljárt felette is, mint ahogy a két kvadráns legtöbb domináns hajója felett, mégpedig egy igen drasztikus "demonstrációval": a Domínium-háborúval. A D'deridex elavultságának első intő jele az Alapítók bolygója elleni, romulán-kardassziai közös támadás volt. A Jem'Hadar könnyedén pusztította el a Tal'Shiar legjobb hajóit. Ezután a romulánok igyekeztek elkerülni a Jem'Hadart. Később azonban mégis belesodródtak a háborúba, és iszonyatos veszteségeket szenvedtek. A háború után, ők maguk is rájöttek, hogy a D'deridex túlhaladottá vált, ezért elkezdtek egy új osztályon dolgozni. Méghozzá oly nagy titokban, hogy arról még a Romuluson az uralmat átvevő Shinzon, és rémán követői sem tudtak. A scimitar elleni csatában bemutatkozott két új, Norexan-osztályú hajók kétségkívül erős hajók lettek, és bizonyára igen jól demonstrálták a romulán hadi fejlesztéseket. Azonban a csata arra is rávilágított, hogy a romulánoknak ezúttal sem sikerült egy, a mindenkori standart Föderációs típusnál erősebb hajótípust kiállítaniuk.

## A romulán hajók felépítése
A romulán hajók elrendezésükben nagyban emlékeztetnek a klingon hajókra, mivel gyakorlatilag az összes romulán típus a 23. században átvett klingon D7-es mintájára készül. A főbb különbség az, hogy bár mind a két nép általában „madárszerű” kinézetet ad hajóinak, a romulánok hajóinak kinézete igen elegáns, s a félelemkeltésen kívül az esztétika is szerepet kap. A hajók világoszöld színűek, a hajtóművek zöld vagy sárga színt bocsátanak ki, ebben is hasonlatosak a klingon hajókra.
A hajó elülső rész, a „fej”, a szállásokat és a parancsnoki hidat tartalmazza. Nagyobb hajók esetén itt találhatóak a felszíni egységek szállásai és indítóállásai is. Ezen a szekción szokták elhelyezni a fegyvereket is. A hajó hátsó része, a „test”, a gépházat és üzemanyagtartályokat, raktárakat tartalmazza, a két részt általában egy vékony nyak köti össze. A „szárnyakon” a hajtóműveket helyezték el, általában 1-1 gondolával. A romulán hajtóművek speciális jellemzője, hogy nem anyag-antianyag reaktort használnak, hanem egy kvantumszingularitást csapolnak meg, vagyis egy miniatűr fekete lyuk a hajó „reaktora”.

## A romulán hajók kronológiai sorrendben
- 2140 – Korai Ragadozómadár – a korszakban egyedülállóan energiapajzsok és egy kezdetleges, optikai álcázó berendezés is "járt hozzá".
- 2265 – Romulán D7 – Bár a klingon hajók igen erősek voltak, a romulánok több dolgot is megváltoztattak rajtuk, hogy a saját technológiájukhoz igazítsák őket, így egy saját típust hoztak létre belőlük.
- 2266 – Romulán Ragadozómadár – A romulánok is megpróbálkoztak egy saját, könnyű támadó hajó létrehozásával, egy speciális fegyvert is terveztek hozzá, a plazmatorpedót, de végül a konstrukció nem bizonyult sikeresnek, a USS Enterprise csillaghajó elleni csata messzemenőkig bizonyította ezt.
- 2345 – D'deridex osztály – Sokáig a romulán flotta, és a kvadráns egyik legerősebb hajója, kb kétszer akkora mint egy föderációs Galaxy.
- 2358 – Talon-osztály – Kisméretű, felderítő típus.
- 2361 – Kutató típus – Mint a neve is mutatja, elsősorban tudományos feladatokat lát el az inkább militáns romulán flottában. A Talon osztály módosított változata.
- 2378 – Norexan osztály – A romulánok legmodernebb típusa. Csak a Föderáció és a Klingon Birodalom legerősebb hajói birnak vele, mint a Sovereign, vagy a Negh'Var.